# Kōhoku (Saga)
Pour les articles homonymes, voir Kōhoku.
Kōhoku (江北町, Kōhoku-machi) est un bourg du district de Kishima, dans la préfecture de Saga, au Japon.

## Géographie

### Démographie
Au 1er février 2015, la population de Kōhoku s'élevait à 9 556 habitants répartis sur une superficie de 22,49 km2.